# Fjärd
Ein Fjärd (Plural. Fjärdar) ist eine gebirgsferne, durch glaziale Erosion entstandene Meeresbucht.

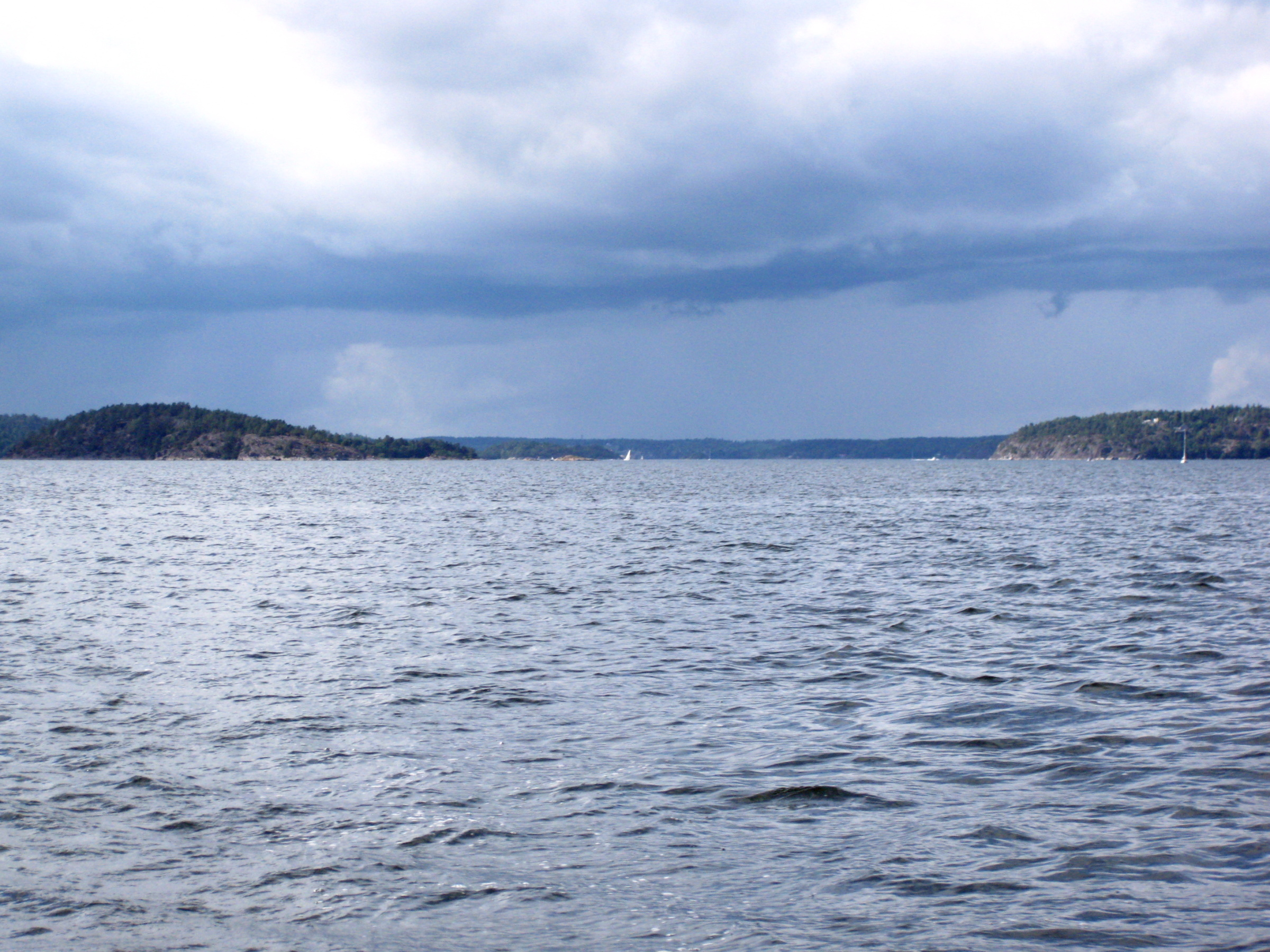
Ingaröfjärden im Stockholmer Schärengarten

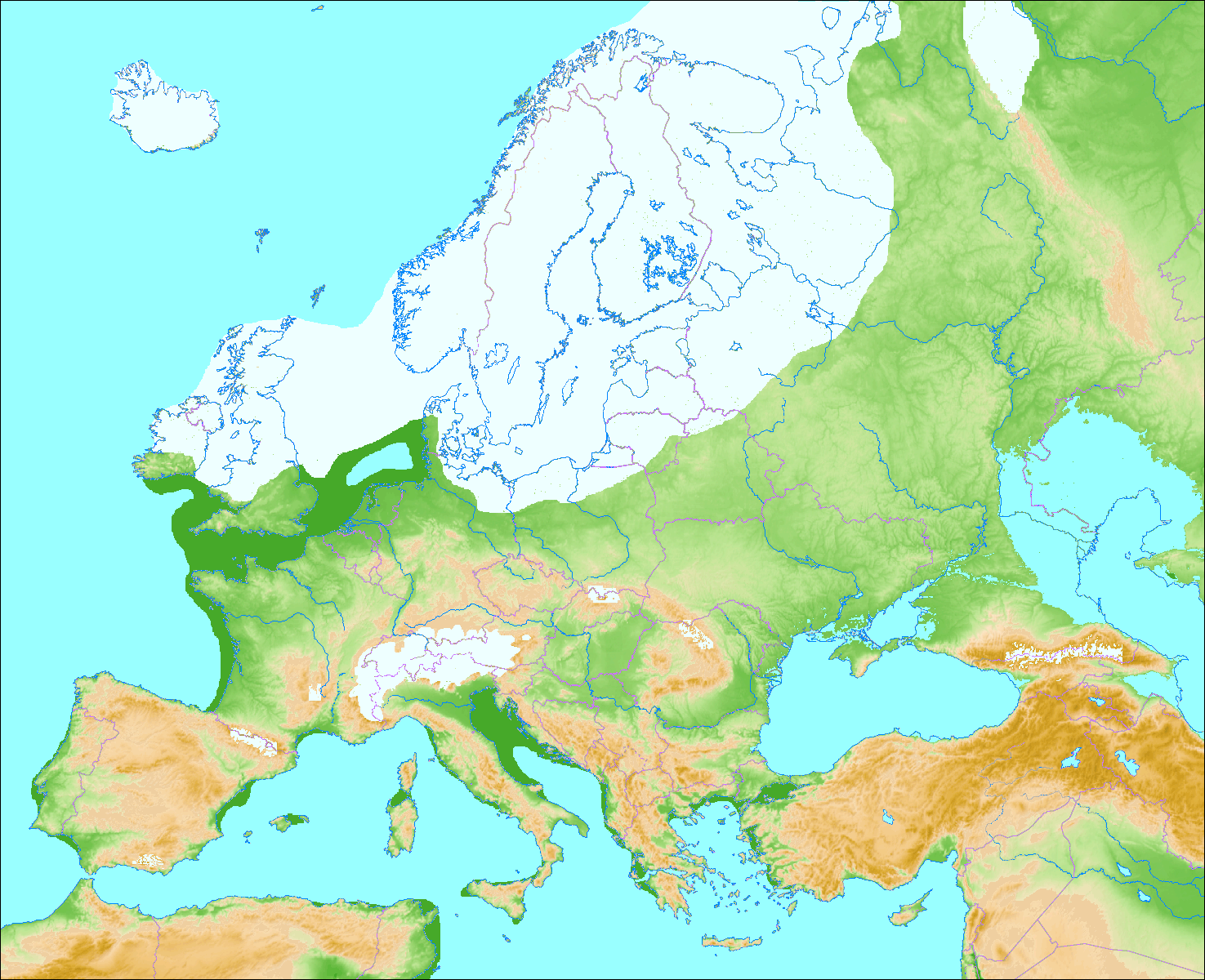
Europa in der Weichsel- bzw. Würm-Kaltzeit

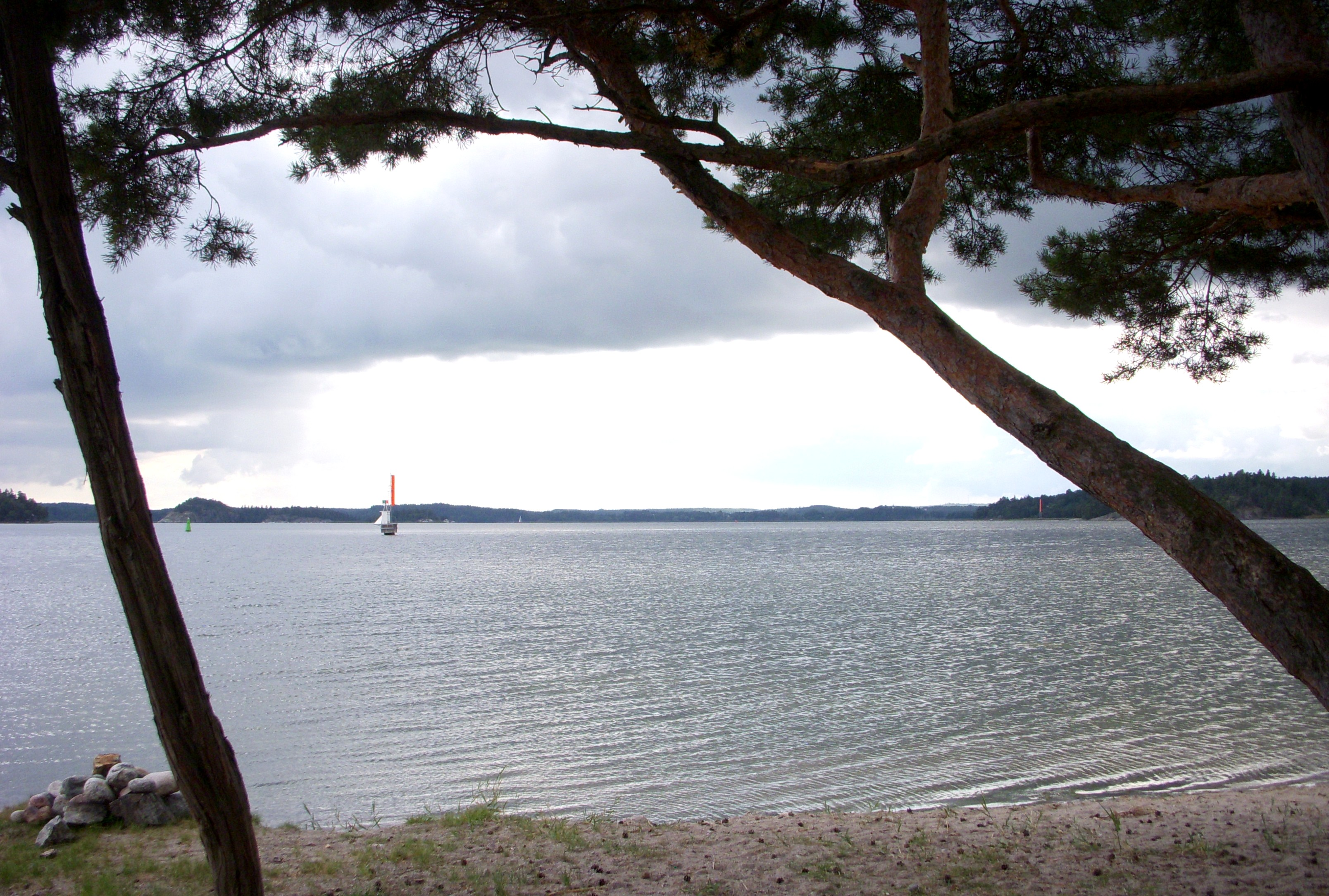
Järnafjärden in Mittelschweden

## Entstehung
Fjärdar sind am Boden eines Eispanzers durch freie Glazialerosion mit weitem Ausraumgebiet entstanden. Die so geformten welligen Felslandschaften ohne große Reliefgegensätze wurden mit dem Abschmelzen der Gletscher im Holozän teilweise überflutet, so die Fjärde-Schärenküste mit vielen kleinen Buchten (Fjärd) und zahlreichen vorgelagerten Inseln (Schären).
In der Ostseeregion war die Entwicklung des Verhältnisses von Bodenniveau und Wasserspiegeln kompliziert: Erst stieg durch die beginnende Eisschmelze der Wasserspiegel (Yoldiameer), dann hob sich durch die Entlastung vom Eis der Subkontinent, und das Becken der heutigen Ostsee wurde zum süßen Ancylussee, dessen Wasserspiegel durch Abfluss begrenzt wurde. Dann hob sich der Meeresspiegel, dann hob sich das Festland weiter und schließlich stagnierte die Festlandshebung. Daher weisen Fjärdar sowohl Merkmale von Hebungs- als auch von Senkungsküsten auf.

## Abgrenzung
Obwohl das schwedische Wort Fjärd etymologisch dem norwegischen Wort Fjord und dem deutschen Wort Förde entspricht und alle drei Küstenformationen von den Eiszeiten geformt wurden, sind es geologisch doch drei unterschiedliche  Formationen.
- Fjorde sind das Werk von Talgletschern, die im Meer endeten. Daher sind sie seitlich durch hohe steile Hänge begrenzt und zum offenen Meer durch einen unter Wasser gelegenen Felsriegel.
- Förden sind durch vom vereisten Becken auf flache Küsten gewanderte Gletscherzungen entstanden, sind also überflutete Täler im Bereich der Endmoränen und haben entsprechend sandigen Untergrund und sandige Ufer.

## Vorkommen
- Ostseeküsten Schwedens und Finnlands. Dabei werden mehr noch als bei Fjorden auch Wasserflächen zu den Fjärdar gerechnet, die keinen Kontakt zum Festland haben, sondern rings von Inseln begrenzt sind.
- Mälarsee in Schweden
- US-Bundesstaat Maine

## Liste nordeuropäischer Fjärdar
| Mälarsee: - Björkfjärden - Blacken - Bockholmssundet - Ekoln - Essingefjärden - Fiskarfjärden - Freden, Mälaren - Galten (fjärd) - Granfjärden - Görväln - Hovgårdsfjärden - Klubbfjärden - Kyrkfjärden, Östra Mälaren - Lambarfjärden - Långtarmen - Lövstafjärden - Mariebergsfjärden - Mörbyfjärden - Riddarfjärden - Rödstensfjärden - Skarven - Sörfjärden, Mälaren - Västeråsfjärden - Vårbyfjärden | Stockholmer Schärengarten: - Älgöfjärden - Askrikefjärden - Baggensfjärden - Björkskärsfjärden - Brandfjärden - Breviken (havsområde) - Danziger gatt - Erstaviken - Grisslingefjärden - Gräsköfjärden - Halvkakssundet - Havssvalget - Himmerfjärden - Horsfjärden - Hustegafjärden - Höggarnsfjärden - Ingaröfjärden - Jungfrufjärden - Kalvfjärden - Kanholmsfjärden - Kobbfjärden - Krabbfjärden - Kyrkfjärden, Stora Värtan - Lilla Värtan - Mysingen - Möja söderfjärd - Norstensfjärden - Nämdöfjärden - Raggaröfjärden - Rödkobbsfjärden - Saltsjön - Saxarfjärden - Singöfjärden - Stora Värtan - Svartlögafjärden - Trälhavet - Uddjupet - Vidingefjärden | Übrige schwedische Küste: - Ängsfjärden - Björnhuvudsfjärden - Bollstafjärden - Färnebofjärden - Galtfjärden - Gåsefjärden - Gåsfjärden - Hallsfjärden - Hedesundafjärdarna - Järnafjärden - Kasfjärden - Mjölefjärden - Österfjärden - Östhammarsfjärden - Orren - Sjösaviken - Tvären - Ullångersfjärden - Västerfjärden | Finnland: – in Klammern die schwedischen Namen – - Airisto (Erstan) - (Föglöfjärden) im Åland-Archipel - Gullkronanselkä (Gullkrona fjärd) - Kruunuvuorenselkä (Kronbergsfjärden) - Lauttasaarenselkä (Drumsöfjärden) - Karpiselkä (Skarpfjärden) - Kaupunginlahti (Stadsfjärden) - Kihti (Skiftet, Wattuskiftet) - Omenaistenaukko (Ominaisfjärden) - Orrbynselkä (Orrbyfjärden) - Paimionselkä od. Peimari (Pemarfjärden od. Pemarn) - Porkkalanselkä (Porkalafjärden) - Raippaluodonselkä (Replotfjärden) - Sipoonselkä (Sibbofjärden) - Svartbäckinselkä (Svartbäckfjärden) - Ruotsinsalmi (Svensksund) - Teili (Delet) - Sälskärinselkä - Läntinen selkä - Upinniemenselkä (Obbnäsfjärden) |